# Zeng Yongya
Zeng Yongya, Chinees: 曾雍雅 (Yudu, Jiangxi, 1917 - Shenyang, 16 maart 1995), was een communistisch generaal en politicus.

## Levensloop
Zeng trad toe tot de Communistische Partij van China in 1932 en nam deel aan de Lange Mars. Tijdens de Chinese Burgeroorlog en de Tweede Chinees-Japanse Oorlog betrok hij een reeks belangrijke militaire posten in Mao's Volksbevrijdingsleger.
Zeng kwam naar Tibet in verband met de Chinees-Indiase Oorlog in 1962. Hier werd hij commandant van het vierde veldleger. Tijdens de Culturele Revolutie, raakte hij verwikkeld in een machtsstrijd met Ren Rong, die toen een politiek commissaris in het leger was. Zeng, die sterke banden had met commandant Lin Biao, gaf zijn steun aan de Gyenlog-factie (Wylie: yen-log), terwijl Ren de Nyamdrel-factie (Wylie: mnyam-sbrel) steunde. De vijandelijkheden tussen de twee facties in de partij eindigden formeel in september 1968, toen Zeng voorzitter werd van het Revolutionair Comité in de Tibetaanse Autonome Regio. In verband met de verder verzwakte positie van Lin Biao werd Zeng in november 1970 uit al zijn overige posten in Tibet gezet.